# Johan Evertsen
Johan Evertsen (1 de febrero de 1600-5 de agosto de 1666) fue un almirante y corsario neerlandés nacido en el siglo XVII.

## Primeros años de vida
Evertsen nació en Vlissingen . Era el hijo mayor (sobreviviente) de Johan Evertsen, también conocido como Capitán Jan, quien murió en 1617 luchando cerca de La Rochelle contra un corsario francés. Al igual que sus cinco hermanos, Evertsen inició su carrera militar como teniente tras la muerte de su padre, el "Capitán Jan". Rápidamente se movió a través del escalafón, librando batallas con corsarios y protegiendo a los barcos holandeses de otros corsarios y piratas. Evertsen finalmente fue ascendido al rango de almirante durante las guerras anglo-neerlandesas. A pesar de los éxitos y la influencia de Evertsen en la Marina holandesa, sus habilidades fueron cuestionadas debido a los rumores de que era un cobarde.

## Carrera militar
En agradecimiento por los servicios que prestó, los cinco hijos del Capitán Jan fueron nombrados lugartenientes por el Almirantazgo de Zelanda.
A los 18 años fue nombrado capitán de un barco. Luchó cerca de La Rochelle en 1625 bajo el mando de Willem de Zoete, y en 1626 y 1627 en una campaña contra la costa de Berbería bajo el mando de Laurens Reael.
Entre 1628 y 1636, estuvo luchando contra los corsarios de Dunkerque. Sus mayores éxitos fueron en 1628, cuando evitó que los Dunkerque interceptaran la flota del tesoro capturada por Piet Heyn y en 1636, cuando logró capturar al corsario Jacob Collaert. También jugó un papel importante en la victoria holandesa en la Batalla de Slaak contra los españoles.
A raíz de esta batalla, entró en conflicto con el oficial de marina Witte de With y no recibió otras órdenes importantes luego de ello. Durante este tiempo, desarrolló una amistad con los estatúderes Federico Enrique y Guillermo II.

### Primera guerra anglo-neerlandesa
Al estallar la Primera Guerra Anglo-neerlandesa, Evertsen fue dejado de lado por el oficial With, quien lo consideraba un orangista . Pero después de la derrota de With en la Batalla de Kentish Knock, With fue reemplazado por el almirante Maarten Tromp, quien reintegró inmediatamente a Evertsen como comandante de un escuadrón. Evertsen ayudó a lograr la victoria en la Batalla de Dungeness, liberando al buque insignia de Tromp de un ataque inglés.
En 1653, luchó en la última batalla de Portland y la batalla de Gabbard.
En la batalla de Scheveningen perdió y el almirante Tromp murió en la batalla. El barco de Evertsen sufrió daños tan graves que tuvo que retirarse y dejar el mando a With. Debido a que se retiró, Evertsen fue acusado de cobardía por With y no recibió órdenes durante los siguientes 5 años.
En mayo de 1659, Evertsen navegó bajo el mando de Michiel de Ruyter en la flota que ayudó a Jacob van Wassenaer Obdam a reconquistar las islas danesas después de perderlas en la batalla del Sound, en la que murió With.

### Segunda guerra anglo-neerlandesa
A pesar de su edad, Johan Evertsen fue tercero al mando de la flota que enfrentó a los ingleses en la batalla de Lowestoft . La batalla salió terriblemente mal para los holandeses, y el primero y el segundo al mando, Jacob van Wassenaer Obdam y Egbert Bartholomeusz Kortenaer, murieron. Evertsen se convirtió en comandante, pero la confusión en la flota holandesa era tan grande que Cornelis Tromp hizo lo mismo. Por la tarde, la flota holandesa estaba en pleno vuelo.
Evertsen fue convocado a La Haya. Cuando viajó allí, una turba enfurecida lo arrastró de su carruaje, lo maltrató, lo ató de pies y manos y lo arrojó al agua. Se salvó aferrándose a la popa de un barco. Tuvo que ser escoltado para su protección por un destacamento armado hasta Den Helder, donde fue juzgado por cobardía.
Los comandantes de la flota se pronunciaron a su favor, y cuando quedó claro que Evertsen había evitado el peor escenario posible cubriendo la retirada de la flota, recibiendo 150 impactos de bala en su nave, fue puesto en libertad.
Cuando el hermano de Johan, Cornelis Evertsen el Viejo, murió en la Batalla de los Cuatro Días, Johan se unió a la flota y tomó el mando de la vanguardia de De Ruyter. Fue asesinado el primer día de la Batalla de St James .
Después de mucho conflicto entre el Almirantazgo y la familia sobre los costos, ambos hermanos fueron enterrados en 1681 en la Abadía de Middelburg, donde permanece su tumba compartida.

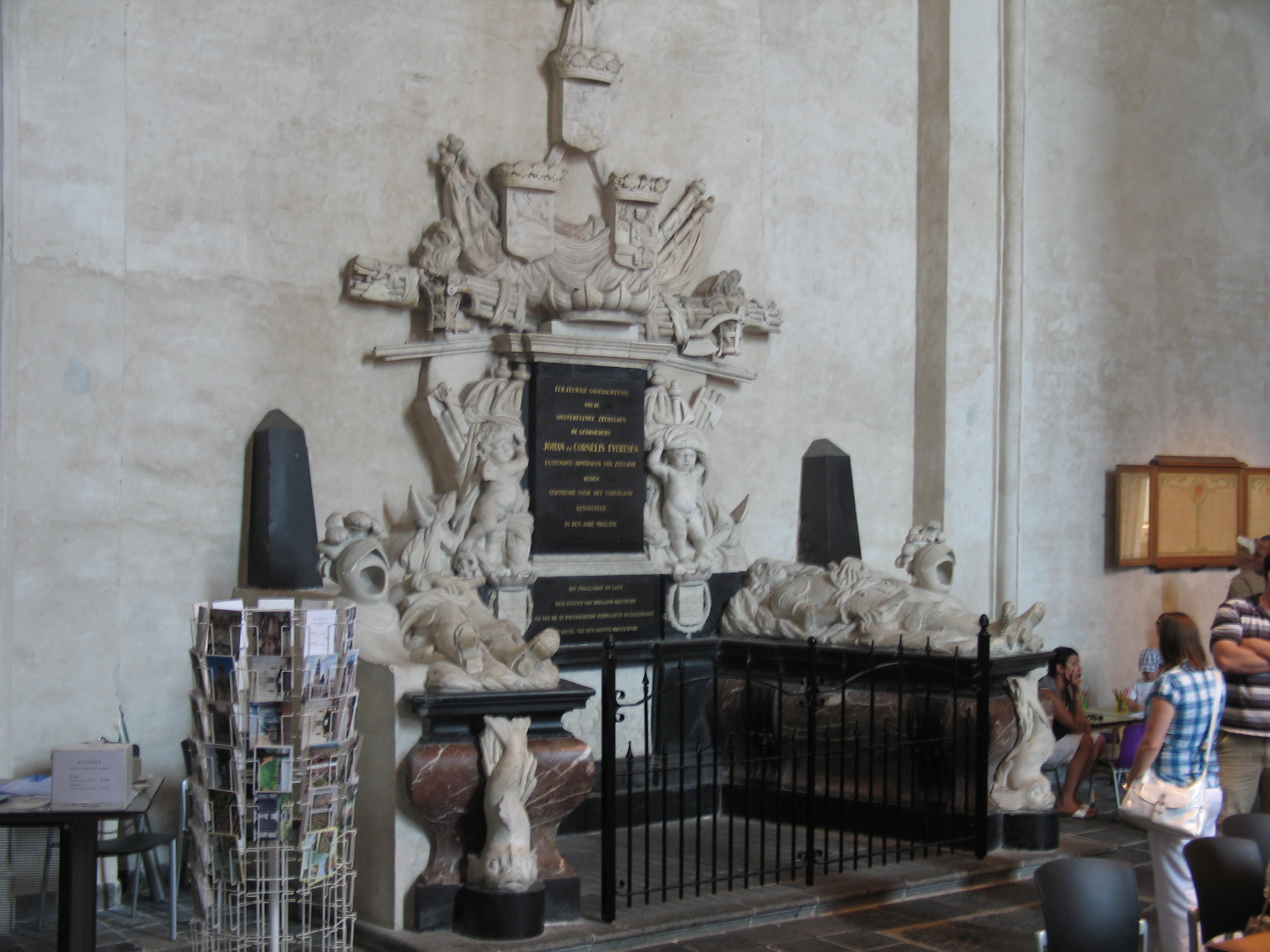
Monumento de la tumba de Johan y Cornelis Evertsen en Middelburg

## Vida personal
Johan se casó con Maayken Gorcum (1600-1671). Tuvieron cinco hijos, Johan Evertsen, el joven (1624-1649), Cornelis Evertsen el Joven (1628-1679), vicealmirante y tres hijas.